# Przeciwlotniczy pocisk rakietowy

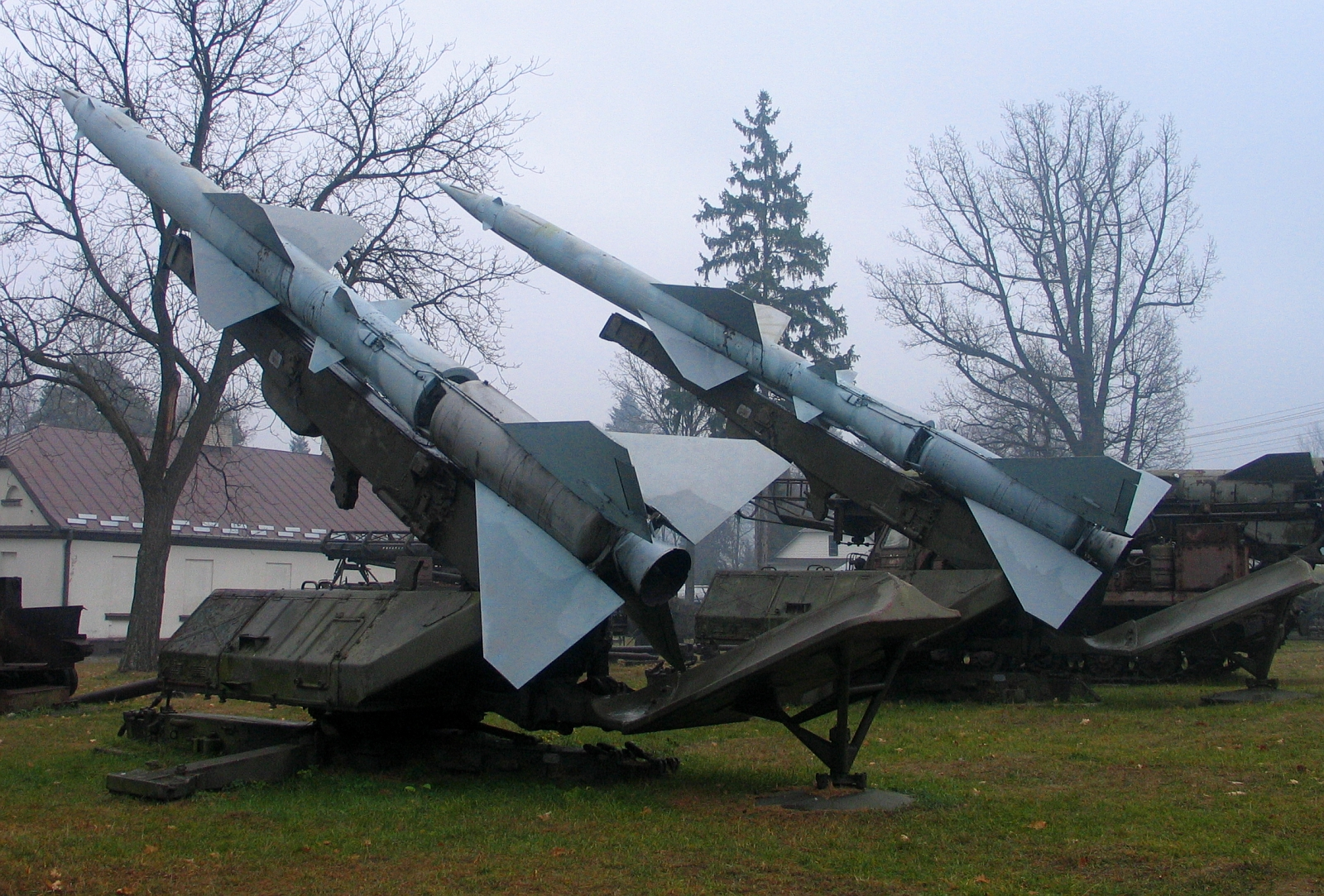
Radzieckie kierowane pociski przeciwlotnicze W-755 zestawu rakietowego S-75 Wołchow.

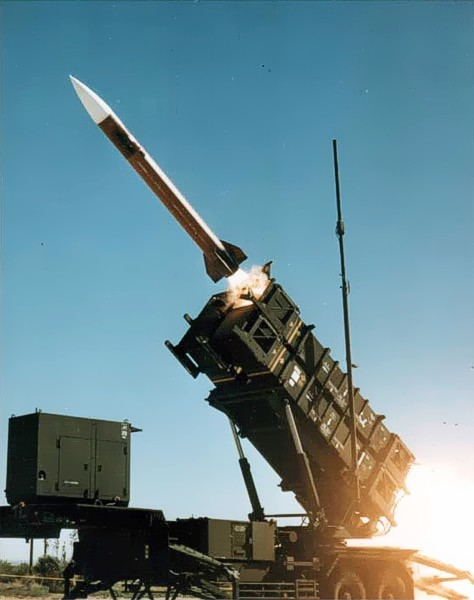
Wystrzelenie pocisku z wyrzutni MIM-104 Patriot

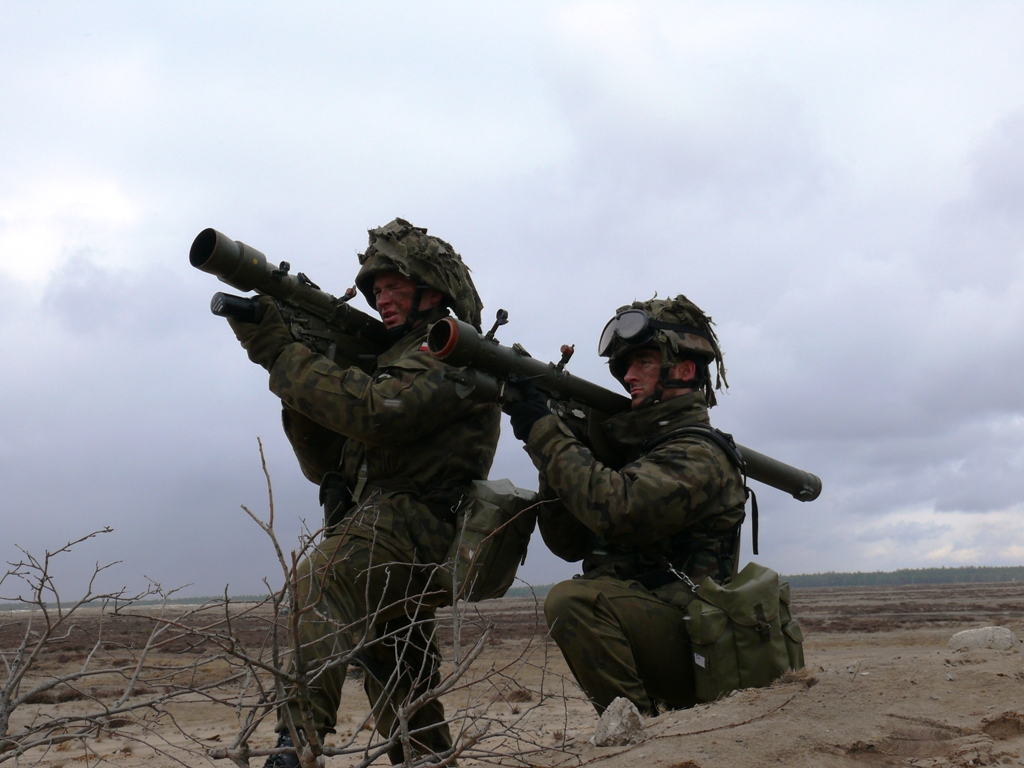
Polscy żołnierze wyposażeni w przenośny przeciwlotniczy zestaw rakietowy Grom

Rakieta przeciwlotnicza – pocisk wystrzeliwany z powietrza, ziemi lub wody (ze statku lub okrętu podwodnego), którego zadaniem jest zwalczenie środków napadu powietrznego – statków powietrznych samolotów i śmigłowców przeciwnika, operujących bezpośrednio nad polem walki lub do doraźnej ochrony przed nimi ważnych obiektów, w tym często przemieszczających się. 
W zależności od miejsca, z jakiego został odpalony pocisk rakietowy zalicza się go do odpowiedniej klasy: 
- powietrze-powietrze,
- ziemia-powietrze,
- woda-powietrze.

Przeciwlotnicze pociski rakietowe używane są dziś na wszystkich szczeblach obrony powietrznej i zwalczać mogą cele na odległościach od kilkuset metrów  do kilkuset kilometrów i wysokościach od kilkudziesięciu metrów do kilkudziesięciu kilometrów. 

Przeciwlotnicze zestawy rakietowe, w zależności od odległości skutecznego ognia (strzelania) dzielą się na:
1) W nomenklaturze narodowej:
a) Bliskiego zasięgu do 10 km;
b) Małego zasięgu od 10 do 50 km;
c) Średniego zasięgu powyżej 50 km.
2) W nomenklaturze sojuszniczej:
d) Bardzo krótkiego zasięgu do 10 km;
e) Krótkiego zasięgu od 10 km do 50 km;
f) Średniego zasięgu od 50 do 100 km;
g) Dalekiego zasięgu powyżej 100 km.
Postęp techniki i technologii już u schyłku lat 50. XX wieku sprawił, że możliwe stało się skonstruowanie przenośnych przeciwlotniczych zestawów rakietowych, obsługiwanych na polu walki przez pojedynczego żołnierza. Zastosowanie w nich układu samonaprowadzania na podczerwień (a więc reagującego głównie na ciepło gazów wylotowych silników oraz nagrzewanie aerodynamiczne płatowca) zapewniało im dużą skuteczność oraz zredukowało  czynności operatora do wykrycia celu, jego identyfikacji oraz potwierdzenia przechwycenia celu przez głowicę i jego odpalenie (zasada działania „odpal i zapomnij”). Prostota pocisku, wyrzutni oraz możliwość szybkiego wyszkolenia operatora sprawiają, że przenośne przeciwlotnicze zestawy rakietowe są bronią stosunkowo tanią i z racji tego mogą być używane powszechnie, także na najniższych szczeblach organizacyjnych, a także do obrony pojedynczych stanowisk ogniowych, wozów bojowych czy jednostek pływających.
Metody naprowadzania na cel: 
- radar – naprowadzanie za pomocą radaru polega na oznaczeniu przez operatora wiązką radaru celu. zależnie od rodzaju pocisku naprowadza go na cel za pomocą sygnałów kierujących, wiązki prowadzącej lub systemu samonaprowadzania w końcowej fazie lotu. Często spotyka się kombinacje kilku metod naprowadzania pocisku na cel.
- źródło ciepła – rakieta naprowadzana na źródło ciepła zostaje wystrzelona w kierunku celu (po uprzednim jego namierzeniu i identyfikacji), a następnie naprowadza się na źródło ciepła.
- wiązki lasera – operator zaznacza cel wiązką lasera i na tak oświetlony cel naprowadza się rakieta.
- optycznie – odbywa się za pomocą kamer.

Stosuje się także niekierowane pociski rakietowe.